# Sankt Thomas Plads
Sankt Thomas Plads er en plads beliggende på Frederiksberg i Frederiksberg Allés østlige del. Pladsen har navn efter et landsted ved navn St. Thomas, som tidligere lå i området og som siden er blever erstattet af den store ejendom på pladsen, der blev opført i 1904-05. I mange år havde pladsen ikke noget navn, men gik under navnet "Den lille runddel" – i modsætning til den store Frederiksberg Runddel i den anden ende af Frederiksberg Allé, som Sankt Thomas Plads blev anlagt som en del af 1700-04.
Navnet Sankt Thomas Plads blev først officielt den 2. juni 2003, dog efter at have været almindeligt brugt gennem mange år, af og til i formen Sankt Thomas Runddel. Pladsen fik sit navn efter at Frederiksberg Kommune havde overvejet at navngive den Søren Kierkegaards Plads – et navn, som Københavns Kommune dog mere passende satte sig på til pladsen ved Det Kongelige Biblioteks udbygning Den Sorte Diamant. Sankt Thomas Allé, som går mellem pladsen og Gammel Kongevej, blev derimod allerede opkaldt efter det gamle landsted den 26. januar 1905, kort efter det var blevet revet ned.
Den runde form har Sankt Thomas Plads haft siden sin anlæggelse. Pladsen fik stort set sit nuværende udseende i 1932, da to store prydbrønde blev rejst i anledning af Frederiksbergs 75-års kommunejubilæum. Prydbrøndene, som er tegnet af arkitekt A.S.K. Lauritzen, er udstyret med inskriptioner om væsentlige begivenheder i Frederiksbergs historie.
På toppen har de en bronzefigur af henholdsvis en hollænderkone og en falkonér, udført af den ungarskfødte billedhugger Jenö Meister. Figurerne er til minde om dels de hollandske bønder, som under Frederik III blev flyttet hertil fra Amager for at drive landbrug i området, og dels den kongelige falkonérgård, som lå ved Falkonér Allé, og som også er mindet via de tre falke i Frederiksbergs byvåben.
Tidligere havde der været flere andre planer for udsmykning af pladsen, bl.a. en større udsmykning tegnet af billedhuggeren Anders Bundgaard, som dog aldrig blev realiseret.

## Ekstern henvisning
- Sankt Thomas: Ejendommen Sankt Thomas Arkiveret 26. juni 2008 hos  Wayback Machine

55°40′23.75″N 12°32′49.07″Ø / 55.6732639°N 12.5469639°Ø